# غوردان باريتش
غوردان باريتش هو لاعب كرة قدم كرواتي في مركز الدفاع، ولد في 11 أغسطس 1994 في كوزنتسك في روسيا. لعب مع نادي لوكوموتيفا.

## وصلات خارجية
- غوردان باريتش على موقع قاعدة بيانات كرة القدم.إي يو (الإنجليزية)
- غوردان باريتش على موقع Soccerway.com (الإنجليزية)
- غوردان باريتش على موقع عالم كرة القدم.نت (الإنجليزية)